# Распределение (дифференциальная геометрия)
Распределе́ние (англ. distribution) на многообразии {\displaystyle M} — подрасслоение касательного расслоения многообразия.
Другими словами, в каждой точке {\displaystyle x\in M} выбрано линейное подпространство {\displaystyle \Delta _{x}} касательного пространства {\displaystyle T_{x}M}, которое гладко зависит от точки {\displaystyle x}.
Распределения используются в теории интегрируемости и в теории слоений на многообразии.

## Определение
Пусть {\displaystyle M} — гладкое {\displaystyle n}-мерное многообразие и {\displaystyle k\leqslant n}. 
Предположим, что в каждой точке {\displaystyle x\in M} выбрано {\displaystyle k}-мерное подпространство {\displaystyle \Delta _{x}\subset T_{x}(M)} касательного пространства 
такое, что у любой точки {\displaystyle x\in M} существует окрестность {\displaystyle U_{x}\subset M} и {\displaystyle k} линейно независимых гладких векторных полей {\displaystyle X_{1},\ldots ,X_{k}}, причем для любой точки {\displaystyle y\in U_{x}}, векторы  {\displaystyle X_{1}(y),\ldots ,X_{k}(y)} составляют базис подпространства {\displaystyle \Delta _{y}\subset T_{y}(M)}.
В этом случае совокупность {\displaystyle \Delta }  всех подпространств  {\displaystyle \Delta _{x}} {\displaystyle x\in M}, называется {\displaystyle k}-мерным распределением на многообразии {\displaystyle M}.
При этом векторные поля  {\displaystyle \{X_{1},\ldots ,X_{k}\}} называется локальным базисом распределения {\displaystyle \Delta .}

## Инволютивные распределения
Распределение {\displaystyle \Delta } на {\displaystyle M} называется инволютивным, если в окрестности каждой точки {\displaystyle x\in M} существует локальный базис распределения  {\displaystyle \{X_{1},\ldots ,X_{k}\}} такой, что все скобки Ли векторных полей  {\displaystyle [X_{i},X_{j}]}  принадлежат линейной оболочке  {\displaystyle \{X_{1},\ldots ,X_{k}\}}, то есть {\displaystyle [X_{i},X_{j}]} являются линейными комбинациями векторов {\displaystyle \{X_{1},\ldots ,X_{k}\}.} Условие инволютивности распределения {\displaystyle \Delta } записывается как  {\displaystyle [\Delta ,\Delta ]\subset \Delta }.
Инволютивные распределения являются касательными пространствами к слоениям. 
Инволютивные распределения важны тем, что они удовлетворяют условиям теоремы Фробениуса, и таким образом, приводят к интегрируемым системам.

## Задание распределения системой 1-форм
На открытом множестве {\displaystyle U\subset M} {\displaystyle k}-мерное распределение {\displaystyle \Delta } может быть задано системой гладких 1-форм {\displaystyle \omega _{1},\dots ,\omega _{n-k}}, определенных в {\displaystyle U} и линейно независимых в каждой точке: оно определяется уравнениями {\displaystyle \omega _{i}(\xi )=0}. Если {\displaystyle \{\omega _{1}\dots ,\omega _{n-k}\}} и {\displaystyle \{\omega _{1}',\dots ,\omega _{n-k}'\}} — системы 1-форм, определяющие распределение {\displaystyle \Delta } в {\displaystyle U} и в {\displaystyle U'}, то в пересечении {\displaystyle U\cap U'} форма  {\displaystyle \omega _{i}=\sum \phi _{ij}\omega _{j}}, где {\displaystyle \phi _{ij}} — такие гладкие функции, что {\displaystyle \det(\phi _{ij})\neq 0} в {\displaystyle U\cap U'}. Если {\displaystyle U=M}, говорят, что задана глобальная определяющая система форм.

## Интегрируемость распределения
{\displaystyle k}-мерное распределение называется интегрируемым, или фробениусовым, если через каждую точку {\displaystyle x\in M} проходит {\displaystyle k}-мерная интегральная поверхность, которая касается распределения в каждой своей точке.
Одномерное распределение задается не обращающимся в ноль векторным полем. Такое распределение всегда интегрируемо в силу локальной теоремы существования и единственности решений обыкновенных дифференциальных уравнений.
В {\displaystyle k}-мерном случае, {\displaystyle k>1}, существуют как интегрируемые, так и неинтегрируемые распределения. Теорема Фробениуса дает необходимое и достаточное условие интегрируемости распределения.

### Теорема Фробениуса в терминах векторных полей
Теорема: {\displaystyle k}-мерное распределение интегрируемо тогда и только тогда, когда множество векторов, касательных к распределению, замкнуто относительно скобки Ли.
Таким образом, инволютивные распределения являются интегрируемыми.

### Теорема Фробениуса в терминах 1-форм
Теорема: {\displaystyle k}-мерное распределение, заданное системой гладких 1-форм {\displaystyle \omega _{1},\dots ,\omega _{n-k}}, интегрируемо тогда и только тогда, когда всякий дифференциал
{\displaystyle d\omega _{i}=\sum _{j}\eta _{j}^{i}\wedge \omega _{j}},
где {\displaystyle \eta _{j}^{i}} — гладкие 1-формы. Если определяющие формы {\displaystyle \omega _{i}} независимы, это условие эквивалентно системе
{\displaystyle \omega _{1}\wedge \dots \wedge \omega _{n-k}\wedge d\omega _{i}=0}.
Интегрируемое распределение {\displaystyle \Delta } определяет слоение на многообразии {\displaystyle M}: его слоями являются интегральные поверхности распределения. Заметим, что {\displaystyle 1}-мерное распределение всегда интегрируемо, следовательно, порождает {\displaystyle 1}-мерное слоение.

### Теорема Тёрстона
Теорема Тёрстона:
На замкнутом многообразии всякое распределение гомотопно интегрируемому ,.
Для открытого многообразия  критерий гомотопности распределения некоторому интегрируемому распределению был найден Хэфлигером.